# Albestroff
Albestroff település Franciaországban, Moselle megyében. Lakosainak száma 610 fő (2022. január 1.). Albestroff Torcheville, Givrycourt, Insming, Léning, Montdidier, Munster, Nébing, Réning és Vibersviller községekkel határos.

## Népesség
A település népességének változása:
| Lakosok száma | 449  | 1825 | 1022 | 650  | 633  | 631  | 634  | 618  | 618  | 610  |
|               | 1968 | 1982 | 1990 | 2006 | 2013 | 2015 | 2017 | 2019 | 2020 | 2022 |